# Міняю собаку на паровоз
«Міняю собаку на паровоз» (рос. «Меняю собаку на паровоз») — радянський комедійний фільм, знятий у 1975 році режисером Микитою Хубовим. Фільм знятий по за п'єсою «Чужа роль» дитячого письменника Сергія Михалкова.

## Сюжет
У школяра Аліка дві заповітні мрії. Перша мрія — це завести цуценя. А друга — знятися у фільмі в ролі маленького партизана. Однак, отримавши запрошення на зйомку, хлопчик трохи все не зіпсував, так як виправив «двійку», отриману за диктант, на «п'ятірку». Коли вся хитрість розкрилася, юний брехун позбувся ролі.
Алік, що бреде через залізничні колії станції, засмучений. Він задивляється на старий, що готується до списання, паровоз Ем 731-90, який водить старий машиніст Трофімич; познайомившись з ним і побувавши на паровозі, Алік уже не думає про зйомки, а хоче тільки потрапити на паровоз «з піднятим паром».

## У ролях
| Актор                | Роль             |
| -------------------- | ---------------- |
| Дмитро Шевельов      | Алік             |
| Роза Агішева         | Таня             |
| Дмитро Ажнін         | Миша             |
| Катерина Гражданська | Івушкіна         |
| Тетяна Лаврова       | мама Аліка       |
| Тетяна Мучкіна       | Іванова          |
| Олександр Новиков    | Петров           |
| Павло Панков         | Павло Трохимович |
| Віктор Сергачов      | тато Аліка       |
| Олег Степанов        | епізод           |
| Павло Степанов       | Пучеглазов       |
| Олег Табаков         | режисер          |
| Світлана Волкова     | Катя             |
| Олександр Сажин      | Епізод           |
| Ераст Гарін          | вчитель співу    |
| Віктор Фокін         | Вантажник        |

## Знімальна група
- Режисер — Микита Хубов
- Оператор —  Михайло Якович
- Сценарій —  Сергій Михалков
- Композитор —  Євген Крилатов
- Художник —  Борис Дуленков